# Acid cyclamic
Acid cyclamic là hợp chất có công thức C6H13NO3S.  
Hợp chất này có số E là "E952". Acid cyclamic chủ yếu được sử dụng làm chất xúc tác trong sản xuất sơn và nhựa, đồng thời làm thuốc thử dùng trong phòng thí nghiệm.
Muối natri và calci của acid cyclamic được sử dụng làm chất thay thế đường dưới tên cyclamat.